# Casa del Ferrer (la Vall de Boí)
La Casa del Ferrer és una obra de la Vall de Boí (Alta Ribagorça) inclosa a l'Inventari del Patrimoni Arquitectònic de Catalunya.

## Descripció
De l'antiga casa del Tardanor, els edificis de cobert i paller i l'era configuren l'actual casa del Ferrer, desvinculada de l'edifici de l'habitatge (C. Muralla 26), molt transformat i amb un pis més.
L'edifici de cort i paller, amb algunes transformacions a les obertures, és manté en bastant bones condicions. L'edifici del cobert, disposat en angle al voltant de l'era, té les façanes exteriors quasi cegues i les que donen a l'era, anteriorment obertes, han estat tancades amb parets ceràmiques pintades de blanc.
A la planta baixa d'ambdós edificis hi ha el taller del manyà i al pis l'habitatge.